# شوتا ماتسوكا
شوتا ماتسوكا هو لاعب كرة قدم ياباني، ولد في 22 سبتمبر 1989 في كوماموتو في اليابان. لعب مع نادي ألبيريكس نيغاتا.